# 湘鄂西革命根据地
湘鄂西革命根据地或称湘鄂西苏区，是第一次国共内战时期中共领导一个的革命根据地。位于湖南省、湖北省两省边界地区。

## 范围
根据地包括湘鄂边、洪湖、巴兴归、鄂北、鄂西北、荆当远、松枝宜和洞庭湖特区八块根据地。其中洪湖根据地是湘鄂西根据地政治中心所在。
全盛时期，根据地活动范围达七十余县，并攻占过监利、沔阳、潜江、石首、华容、南县、公安、桑植、鹤峰等县城。

## 历史
1927年，共产党人贺龙、周逸群到华容、石首、安乡、监利一带，领导开展游击战；1928年秋在桑植、鹤峰、石门一带地区活动，成立中国工农红军第四军(后称红二军)，开辟了湘鄂边根据地；1930年春，鄂西监利附近成立红六军，不久攻占沔阳、潜江、华容、石首等地，建立了洪湖根据地；7月红二军和红六军在公安会师，组成红二军团，两个根据地连成一片，开展了土地革命。
1927年冬，鄂西巴东地区、鄂北襄枣地区农民暴动，开展游击战，建立巴兴归、襄枣宜根据地。
1930年到1934年秋，反“围剿”失败，根据地遭受严重挫折，洪湖苏区失陷。